# بلندگوی رایانه
بلندگوی رایانه (به انگلیسی: Computer speaker) دستگاه خروجی ای از دسته سخت‌افزار رایانه است که وظیفهٔ انتقال صوت به بیرون از رایانه را دارا می‌باشد؛ این دستگاه‌ها بیشتر دارای یک آمپلی‌فایر (تقویت‌کننده الکترونیکی) داخلی با قدرت کم هستند.

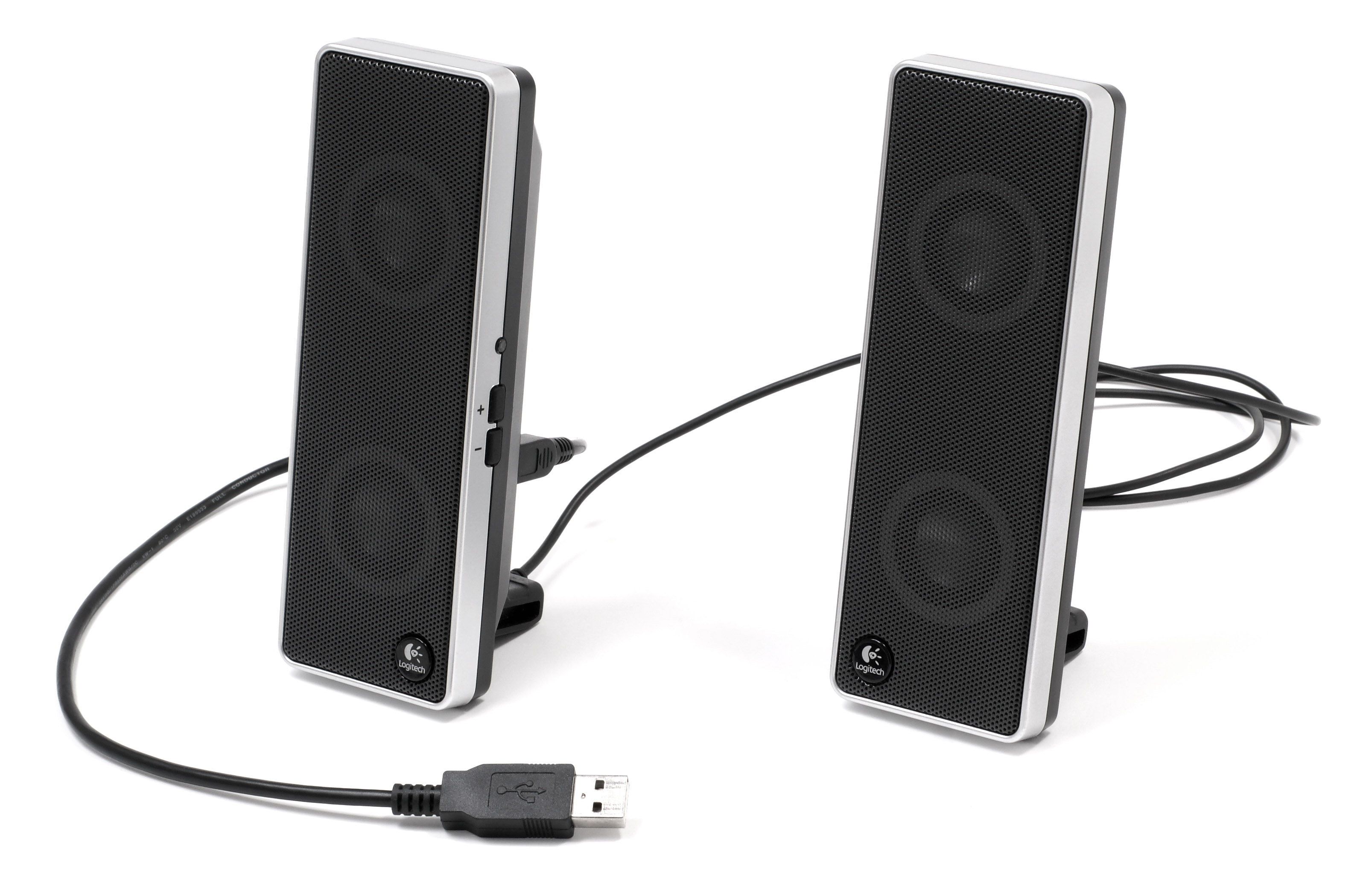
نوعی بلندگوی رایانه که از طریق یواس‌بی به رایانه متصل می‌شود.

ارتباط صوتی استاندارد این دستگاه‌ها با رایانه از طریق کابل ۳٫۵ میلی‌متری (حدود یک‌هشتم اینچ) که رابط تی‌آراس نام دارد و اغلب به رنگ سبز مغزپسته‌ای است برقرار می‌شود.

## جستارهای وابسته

نماد مشترک بلندگوی رایانه در میان رایانه‌ها